# 纖細黑魚
纖細黑魚為輻鰭魚綱狗魚目泥狗魚科黑鱼属的其中一種，該物種於1881年由Fredrik Adam Smitt描述及命名，主要分布於俄羅斯远东楚科奇科柳钦湾及其东侧的诸多北冰洋潟湖中，棲息在底層水域。